# Potenziale vettore magnetico
Il potenziale vettore magnetico è la componente spaziale del quadripotenziale: insieme al potenziale elettrico, che ha natura scalare, essi formano il potenziale associato al campo elettromagnetico. Di particolare interesse ed importanza sono i potenziali ritardati, che tengono conto della velocità finita (la velocità della luce c) di propagazione dei potenziali stessi e dei campi.

## Definizione
Il potenziale vettore magnetico {\displaystyle \mathbf {A} } è definito insieme al potenziale elettrico {\displaystyle \phi } nel seguente modo:
{\displaystyle \mathbf {E} =-\mathbf {\nabla } \phi -{\frac {\partial \mathbf {A} }{\partial t}}}
{\displaystyle \mathbf {B} =\mathbf {\nabla } \times \mathbf {A} }
dove {\displaystyle \mathbf {E} } e {\displaystyle \mathbf {B} } sono rispettivamente il campo elettrico e il vettore induzione magnetica. Il potenziale vettore si misura in {\displaystyle {\frac {V\cdot s}{m}}}.
La definizione di potenziale vettore magnetico, invece, può essere costruita a partire dalla solenoidalità del campo e il teorema di Helmholtz, la quale permette di scrivere un campo vettoriale come la somma di una componente irrotazionale ed una solenoidale. Siccome la divergenza del campo magnetico è nulla e siccome la divergenza del rotore di un campo vettoriale è sempre nulla, allora si può scrivere che {\displaystyle \mathbf {\nabla } \cdot \mathbf {B} =\mathbf {\nabla } \cdot (\mathbf {\nabla } \times A)=0}. Ma allora {\displaystyle \mathbf {\nabla } \times \mathbf {A} } è certamente la componente solenoidale di {\displaystyle \mathbf {B} }, ed {\displaystyle \mathbf {A} } è per l'appunto il potenziale vettore. Si noti come non sia stata fissata la componente irrotazionale di {\displaystyle \mathbf {A} }; esso, infatti, è noto a meno di un qualunque gradiente di una funzione scalare. Questo fatto viene indicato come invarianza di gauge del campo magnetico.
Nel gauge di Lorenz, inserendo l'espressione dei potenziali nelle equazioni di Maxwell si verifica che la legge di Faraday e la legge di Gauss magnetica si riducono ad identità, mentre le restanti due equazioni assumono la forma:
{\displaystyle \nabla \cdot (\varepsilon \nabla \phi )+\mathbf {\nabla } (\varepsilon \cdot {\frac {\partial \mathbf {A} }{\partial t}})+\rho _{E}=0}
{\displaystyle \left(\nabla ^{2}\mathbf {A} -{\frac {1}{c^{2}}}{\frac {\partial ^{2}\mathbf {A} }{\partial t^{2}}}\right)-\mathbf {\nabla } \left(\mathbf {\nabla } \cdot \mathbf {A} +{\frac {1}{c^{2}}}{\frac {\partial \phi }{\partial t}}\right)=-\mu _{0}\rho _{E}\mathbf {v} }
e sono equivalenti alle equazioni di Maxwell.

## Magnetostatica
In assenza di sorgenti che variano nel tempo, si definisce il potenziale vettore {\displaystyle \mathbf {A} _{0}} come il campo vettoriale il cui rotore è il campo magnetico:
{\displaystyle \mathbf {B} _{0}(x,y,z)=\mathbf {\nabla } \times \mathbf {A} _{0}(x,y,z)}
Il potenziale vettore è determinato a meno del gradiente di una funzione arbitraria {\displaystyle \phi }, infatti il rotore di un gradiente è identicamente nullo:
{\displaystyle \mathbf {\nabla } \times (\mathbf {A} _{0}+\mathbf {\nabla } \phi )=\mathbf {\nabla } \times \mathbf {A} _{0}}
Sfruttando questo fatto se ne calcola la divergenza:
{\displaystyle \mathbf {\nabla } \cdot (\mathbf {A} _{0}+\mathbf {\nabla } \phi )=\mathbf {\nabla } \cdot \mathbf {A} _{0}+\mathbf {\nabla } \mathbf {\nabla } \phi =\mathbf {\nabla } \cdot \mathbf {A} _{0}+\mathbf {\nabla } ^{2}\phi }
ed è possibile scegliere un'opportuna funzione {\displaystyle \phi } in modo tale che:
{\displaystyle \mathbf {\nabla } ^{2}\phi =-\mathbf {\nabla } \cdot \mathbf {A} _{0}}
così che la divergenza di {\displaystyle (\mathbf {A} _{0}+\mathbf {\nabla } \phi )} sia nulla:
{\displaystyle \mathbf {\nabla } \cdot (\mathbf {A} _{0}+\mathbf {\nabla } \phi )=0}.
Sfruttando la precedente relazione, e applicando il rotore all'equazione del potenziale vettore si ottiene:
{\displaystyle \mathbf {\nabla } \times \mathbf {B} _{0}=\mathbf {\nabla } \times \mathbf {\nabla } \times \mathbf {A} _{0}=\mathbf {\nabla } (\mathbf {\nabla } \cdot \mathbf {A} _{0})-\mathbf {\nabla } ^{2}\mathbf {A} _{0}=-\mathbf {\nabla } ^{2}\mathbf {A} _{0}}
e ricordando la Legge di Ampère si ha che:
{\displaystyle \mathbf {\nabla } \times \mathbf {B} _{0}=-\mathbf {\nabla } ^{2}\mathbf {A} _{0}=\mu _{0}\rho _{E}\mathbf {v} }.
Questo implica che le componenti di {\displaystyle \mathbf {A} _{0}} verificano l'equazione di Poisson:
{\displaystyle {\begin{cases}\nabla ^{2}A_{0x}=-\mu _{0}\rho _{E}v_{x}\\\nabla ^{2}A_{0y}=-\mu _{0}\rho _{E}v_{y}\\\nabla ^{2}A_{0z}=-\mu _{0}\rho _{E}v_{z}\end{cases}}}
La soluzione dell'equazione esiste ed è unica:
{\displaystyle \mathbf {A} _{0}(\mathbf {r} )={\frac {\mu _{0}}{4\pi }}\int _{V'}{\frac {\mathbf {\rho } _{E}\mathbf {v} (\mathbf {r} ')}{|\Delta \mathbf {r} |}}dV'}
In particolare, per circuiti filiformi:
{\displaystyle \mathbf {A} _{0}(\mathbf {r} )={\frac {\mu _{0}}{4\pi }}I\int _{l'}{\frac {d\mathbf {l} '}{|\Delta \mathbf {r} |}}}

### Derivazione esplicita del potenziale vettore
Una derivazione più immediata della formula per il potenziale vettore del campo magnetico che non passi per la risoluzione dell'equazione di Poisson si ottiene riesprimendo {\displaystyle \mathbf {B} _{0}}in funzione della densità di corrente {\displaystyle \mathbf {J(r')} }come segue:
{\displaystyle \mathbf {B} ({\vec {r}})={\frac {\mu _{0}}{4\pi }}\int _{\nu }{\frac {\mathbf {J(r')} \times \Delta r}{|\Delta r|^{3}}}d\tau '}
dove gli indici primati si riferiscono all'integrazione sul volume dov'è non nulla {\displaystyle \mathbf {J(r')} .}
Osservando che il rapporto {\textstyle {\frac {\Delta \mathbf {r} }{|\Delta \mathbf {r} |^{3}}}}si riscrive come  {\textstyle -\nabla {\Bigl (}{\frac {1}{\Delta \mathbf {r} }}{\Bigr )}}- ovvero come gradiente di una funzione scalare - la scrittura precedente diviene: {\displaystyle \mathbf {B} ({\vec {r}})=-{\frac {\mu _{0}}{4\pi }}\int _{\nu }\mathbf {J(r')} \times \nabla {\Bigl (}{\frac {1}{\Delta r}}{\Bigr )}d\tau '}
Sfruttando la proprietà del rotore {\displaystyle \nabla \times (f\cdot {\vec {v}})=f\cdot (\nabla \times {\vec {v}})-({\vec {v}}\times \nabla f)}:
{\displaystyle \mathbf {B} ({\vec {r}})={\frac {\mu _{0}}{4\pi }}\int _{\nu }{\Bigl (}\nabla \times {\frac {\mathbf {J(r')} }{\Delta r}}{\Bigr )}d\tau '}
(il rotore di {\displaystyle \mathbf {J(r')} }inteso rispetto alle coordinate non primate è ovviamente nullo).  Dato che l'integrazione opera sulle variabili {\displaystyle (x',y',z')} mentre l'operatore {\displaystyle \nabla }  opera su {\displaystyle (x,y,z)}, è possibile tirare fuori dall'integrazione quest'ultimo e l'espressione diviene:
{\displaystyle \mathbf {B} ({\vec {r}})=\nabla \times \int _{\nu }{\frac {\mu _{0}}{4\pi }}{\Bigl (}{\frac {\mathbf {J(r')} }{\Delta r}}{\Bigr )}d\tau '=\nabla \times \mathbf {A} ({\vec {r}})}

### Relazioni integrali
Si è visto che esiste un potenziale vettore per il calcolo del campo magnetico tale che:
{\displaystyle \mathbf {B} _{0}(x,y,z)=\mathbf {\nabla } \times \mathbf {A} _{0}(x,y,z)}
La corrispondente relazione integrale, tramite il teorema del rotore, ci dice che l'integrale lungo una qualsiasi linea chiusa e orientata {\displaystyle l} che sia contorno di una qualsiasi superficie {\displaystyle \mathbf {S} }:
{\displaystyle \int _{S}\mathbf {B} _{0}\cdot d\mathbf {S} =\int _{S}\nabla \times \mathbf {A} _{0}\cdot d\mathbf {S} =\oint _{l}\mathbf {A} _{0}\cdot d\mathbf {l} }
cioè la circuitazione del potenziale vettore lungo qualsiasi linea chiusa è uguale al flusso del campo magnetico concatenato con tale linea.
Inoltre, il potenziale vettore deve essere solenoidale, quindi per il teorema della divergenza deve essere nullo il flusso calcolato su qualsiasi superficie:
{\displaystyle \oint _{S}\mathbf {A} _{0}\cdot d\mathbf {S} =\int _{V}\nabla \cdot \mathbf {A} _{0}dV=0}

## Elettrodinamica
Nel caso più generale, in cui le sorgenti variano nel tempo e si tiene conto degli aspetti relativistici, il potenziale magnetico è la componente spaziale del quadripotenziale elettromagnetico, definito come:
{\displaystyle A^{\alpha }=\left({\frac {\phi }{c}},\mathbf {A} \right)}
in cui {\displaystyle \phi } è il potenziale scalare ed {\displaystyle \mathbf {A} } il potenziale magnetico vettoriale.
L'unità di misura di {\displaystyle A^{\alpha }} è volt·secondo/metro nel SI, e Maxwell/centimetro nel sistema di Gauss. Al fine di soddisfare le condizioni imposte dalla relatività speciale i campi devono essere scritti in forma tensoriale, in modo che nelle trasformazioni di coordinate tra due riferimenti inerziali rispettino le trasformazioni di Lorentz. Nel gauge di Lorenz il tensore elettromagnetico è definito a partire dal quadripotenziale nel seguente modo:
{\displaystyle F^{\mu \nu }=\partial ^{\mu }A^{\nu }-\partial ^{\nu }A^{\mu }}
Si tratta di un tensore antisimmetrico la cui traccia è nulla.
Dato che {\displaystyle \partial _{\alpha }A^{\alpha }=0} in un sistema di riferimento inerziale, l'equazione delle onde per i campi è data da:
{\displaystyle \Box A^{\alpha }=\mu _{0}J^{\alpha }\qquad \left(\Box A^{\alpha }={\frac {4\pi }{c}}J^{\alpha }\right)}
dove {\displaystyle J^{\alpha }} sono le componenti della quadricorrente, e:
{\displaystyle \Box ={\frac {1}{c^{2}}}{\frac {\partial ^{2}}{\partial t^{2}}}-\nabla ^{2}}
è l'operatore di d'Alembert. Le equazioni di Maxwell espresse in termini dei potenziali scalare e vettore assumono di conseguenza la forma:
{\displaystyle \nabla ^{2}\varphi -{\frac {1}{c^{2}}}{\frac {\partial ^{2}\varphi }{\partial t^{2}}}=-{\frac {\rho }{\varepsilon _{0}}}\qquad \left(\nabla ^{2}\mathbf {A} -{\frac {1}{c^{2}}}{\frac {\partial ^{2}\mathbf {A} }{\partial t^{2}}}\right)=-\mu _{0}\mathbf {J} }
Per una data distribuzione di carica {\displaystyle \rho (\mathbf {x} ,t)} e corrente {\displaystyle \mathbf {J} (\mathbf {x} ,t)} le soluzioni nel SI delle precedenti equazioni sono i potenziali ritardati:
{\displaystyle \phi (\mathbf {x} ,t)={\frac {1}{4\pi \varepsilon _{0}}}\int \mathrm {d} ^{3}x^{\prime }{\frac {\rho (\mathbf {x} ^{\prime },\tau )}{\left|\mathbf {x} -\mathbf {x} ^{\prime }\right|}}\qquad \mathbf {A} (\mathbf {x} ,t)={\frac {\mu _{0}}{4\pi }}\int \mathrm {d} ^{3}x^{\prime }{\frac {\mathbf {J} (\mathbf {x} ^{\prime },\tau )}{\left|\mathbf {x} -\mathbf {x} ^{\prime }\right|}}}
dove:
{\displaystyle \tau =t-{\frac {\left|\mathbf {x} -\mathbf {x} '\right|}{c}}}
è il tempo ritardato.